# 拉姆敦 (新澤西州)
拉姆敦（英語：Ramtown）是位於美國新澤西州蒙茅斯縣的普查規定居民點。

## 人口
根據2020年美國人口普查的數據，拉姆敦的面積為5.63平方千米，當中陸地面積為5.60平方千米，而水域面積為0.03平方千米。當地共有人口6329人，而人口密度為每平方千米1,124.16人。